# Gigi Dolin
Pour les articles homonymes, voir Kelly.
Priscilla Lee Kelly (née le 5 juin 1997 à Douglasville (Géorgie)) est une catcheuse (lutteuse professionnelle) américaine. Elle travaille actuellement à la World Wrestling Entertainment, dans la division NXT, sous le nom de Gigi Dolin.
Elle fait ses débuts en 2015 dans des petites fédérations de catch. Dés l'année suivante elle apparaît dans des fédérations de catch féminin comme la Shine Wrestling. Elle y remporte le tournoi pour désigner la première championne Nova en 2017.
Elle rejoint la WWE au début de l'année 2021. Elle y lutte sous le nom de Gigi Dolin et remporte à deux reprises le championnat féminin par équipes de la NXT avec Jacy Jayne.

## Jeunesse
Priscilla Lee Kelly grandit en Géorgie dans une famille de roms américains très stricte envers elle. Alors qu'elle a 14 ans, elle apparaît dans un épisode de l'émission de télé-réalité My Big Fat American Gypsy Wedding (en) diffusé le 6 mai 2012. Elle a un frère cadet qui est fan de catch comme elle. Ils sont tous les deux fans de l'Undertaker.

## Carrière

### Débuts (2015-2021)

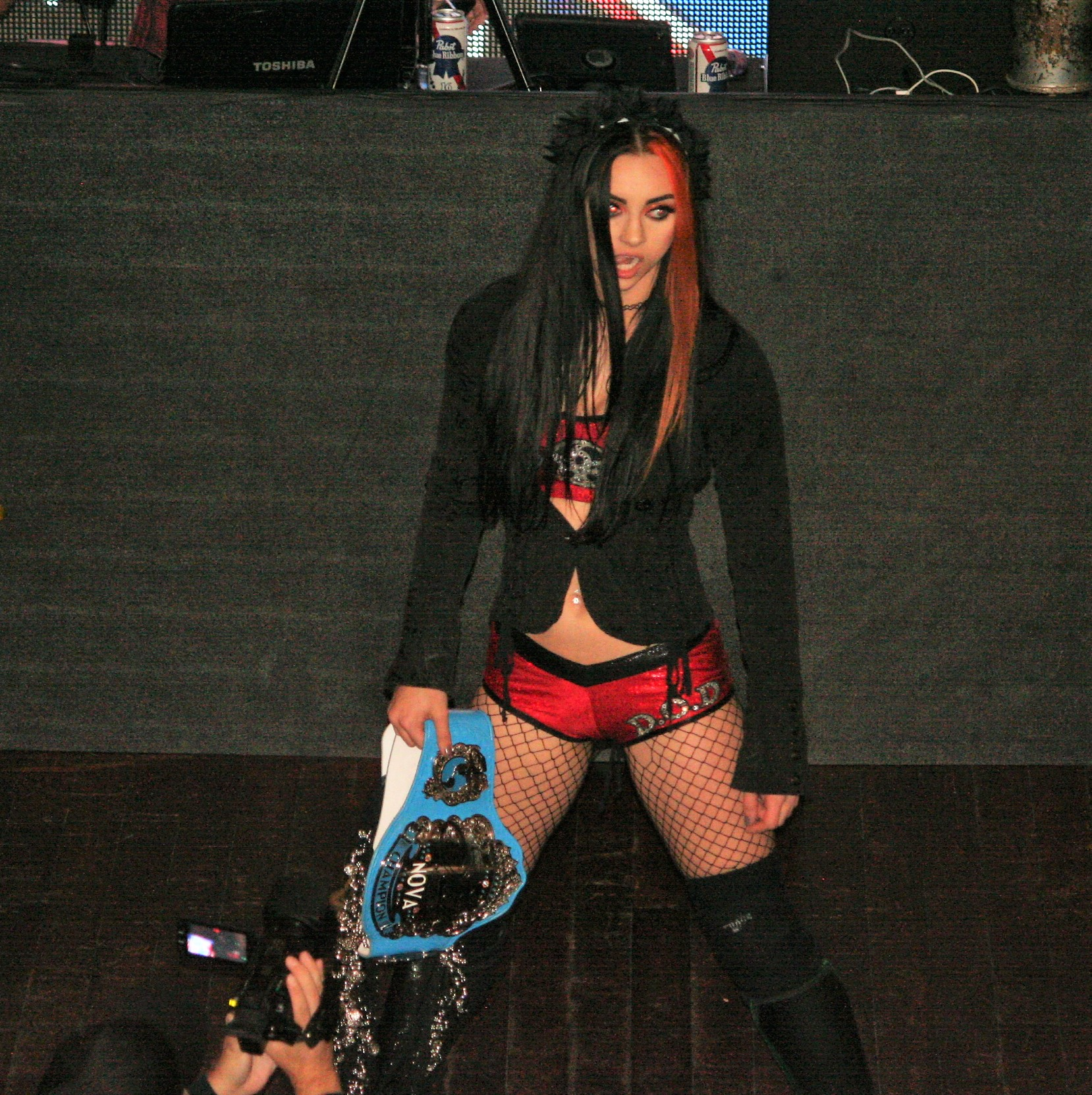
Priscilla Kelly avec la ceinture de championne Nova de la Shine Wrestling.

Priscilla Kelly s'entraîne pour devenir catcheuse auprès de Murder-1, un catcheur qui dirige l'école de catch de l'Atlanta Wrestling Entertainment. Elle est dans un premier temps une valet avant de faire ses débuts en mars 2015. Elle rejoint rapidement plusieurs fédérations de catch féminin comme la Women Superstars Uncensored et la Shine Wrestling.
En mai 2017, la Shine Wrestling annonce l'organisation d'un tournoi pour désigner la première championne Nova du 13 au 14 juillet. Kelly est une des participantes et elle remporte ce titre en éliminant Veda Scott (en), Leah Vaughan (en), Kiera Hogan et enfin Candy Cartwight. Son règne prend fin le 10 mars 2018 après sa défaite face à Cartwight.
Courant 2018, elle apparaît à l'Evolve Wrestling comme valet d'Austin Theory. Durant l'année 2018, elle part lutter au Japon à la Tokyo Joshi Pro-Wrestling (en). Elle participe aussi au tournoi Mae Young Classic organisé par la World Wrestling Entertainment en août. Elle se fait éliminer dés le premier tour par Deonna Purrazzo durant l'émission de ce tournoi diffusée le 12 septembre.
Le 30 décembre, Kelly fait parler d'elle au cours d'un spectacle de catch d'une petite fédération californienne en mettant un tampon « usagé » dans la bouche de Tuna, son adversaire du soir. Cela provoque de vives réactions sur les réseaux sociaux au début de l'année 2019. Plusieurs catcheurs et personnalités du monde du catch y voient un moment embarrassant alors que d'autres y voient une forme d'art. L'un de ses principaux défenseurs est Joey Ryan qui déclare à ce sujet : « Je ne censurerai jamais la créativité artistique de qui que ce soit. À chacun le sien. Le signe révélateur sera s’il se connecte avec un public. S’il trouve un public, peut-on vraiment le considérer comme faux ? Sinon, il mourra. On ne peut pas arrêter le changement. Essayer ne fera que vous rendre amer. ». Kelly va elle aussi se défendre en déclarant : « Un pénis est drôle et incroyable. Un vagin est dégoutant et vulgaire. ».
Le 31 août 2019 au cours de All Out, un spectacle de la All Elite Wrestling, elle participe à la Casino Battle Royale où elle est la première à être éliminée par Nyla Rose. Le 23 novembre, elle lutte à la Major League Wrestling où elle participe au premier match de catch féminin de cette fédération. Elle porte alors un masque et lutte sous le nom de Spider Lady, au cours du combat elle se fait disqualifier pour avoir refusé d'arrêter de soumettre Zeda Zhang. Après le combat, elle enlève son masque pour révéler sa véritable identité puis elle attaque Zhang.

### World Wrestling Entertainment(2021-...)

#### Toxic Attraction et double championne par équipes deNXTavec Jacy Jayne (2021-2023)
Le 22 janvier 2021 à 205 Live, elle fait ses débuts en tant que Face, sous le nom de Gigi Dolin, et dispute son premier match au côté de Cora Jade, mais ensemble, les deux femmes perdent face à Candice LeRae et Indi Hartwell au premier tour du Dusty Rhodes Women's Tag Team Classic. Le 23 février, elle est présentée comme une des 10 recrues du WWE Performance Center et signe officiellement avec la World Wrestling Entertainment. Le 31 mars à NXT, elle fait ses débuts dans le show jaune, dispute son premier match aux côtés de Zayda Ramier, mais ensemble, les deux femmes perdent face aux mêmes adversaires.
Le 24 août à NXT, elle s'allie officiellement avec Jacy Jayne, mais les deux femmes perdent face à Katana Chance et Kayden Carter. Un peu plus tard dans les coulisses, Mandy Rose les recrute dans ses rangs, puis les trois femmes effectuent un Heel Turn et forment un trio appelé Toxic Attraction.
Le 26 octobre à NXT: Halloween Havoc, Jacy Jayne et elle deviennent les nouvelles championnes par équipes de NXT en battant Io Shirai, Zoey Stark, Indi Hartwell et Persia Pirotta dans un Saceway to Hell Ladder match et remportent les titres pour la première fois de leurs carrières. Le 5 décembre à NXT WarGames, Dakota Kai et le trio féminin perdent face à Cora Jade, Io Shirai, Kay Lee Ray et Raquel González dans un Women's WarGames match.
Le 15 février à NXT Vengeance Day, sa coéquipière et elle conservent leurs titres en rebattant Indi Hartwell et Persia Pirotta. 
Le 2 avril à NXT Stand & Deliver, elles ne conservent pas leurs ceintures, battues par Dakota Kai et Raquel González, ce qui met fin à un règne de 158 jours. Trois soirs plus tard à NXT 2.0, elles redeviennent championnes par équipes de NXT, pour la seconde fois, en prenant leur revanche sur leurs mêmes adversaires. Le 4 juin à NXT In Your House, elles conservent leurs titres en prenant leur revanche sur Katana Chance et Kayden Carter.
Le 5 juillet à NXT: The Great American Bash, elles ne conservent pas leurs ceintures, battues par Roxanne Perez et Cora Jade, ce qui met fin à un règne de 94 jours.

#### Retour en solo et diverses rivalités (2023-...)
Le 4 février 2023 à NXT Vengeance Day, elles ne remportent pas le titre féminin de NXT, battue par Roxanne Perez dans un Triple Threat match. Trois soirs plus tard à NXT, elles sont invitées à l'émission Ding Dong, Hello ! de Bayley, mais elle effectue un Face Turn, car sa désormais ex-partenaire se retourne contre elle.
Le 1er avril à NXT Stand & Deliver, elle ne remporte pas le titre féminin de NXT, battue par Indi Hartwell dans un Ladder match qui inclut également Roxanne Perez, Tiffany Stratton, Lyra Valkyria et Zoey Stark.

## Palmarès
- F1RST Wrestling
  - 1 fois championne F1RST Uptown VFW[33]
- Shine Wrestling
  - 1 fois championne Nova[34]
- World Wrestling Entertainment (WWE)
  - 2 fois championne par équipes de NXT - avec Jacy Jayne[35]

## Récompenses des magazines
- Pro Wrestling Illustrated

| Année | 2020 | 2021        | 2022 | 2023 |
| ----- | ---- | ----------- | ---- | ---- |
| Rang  | 38   | Non classée | 48   | 104  |

## Vie privée
Elle a été en couple et mariée avec le catcheur de la All Elite Wrestling, Darby Allin. Le 12 décembre 2020, elle divorce de ce dernier.